# 会計監査人設置会社
会計監査人設置会社（かいけいかんさにんせっちがいしゃ）とは、会計監査人を置く株式会社及び会社法の規定により会計監査人を置かなければならない株式会社をいう（会社法2条11号）。
- 会社法は、以下で条数のみ記載する。

## 概要
- 会社法においては、原則として株式会社に会計監査人を置くかどうかは任意である（326条2項）。
- ただし、委員会設置会社は会計監査人を置かなければならない（327条5項）。
- また、大会社は会計監査人を置かなければならない（328条）。
- なお、特例有限会社には会計監査人を置くことができない（会社法の施行に伴う関係法律の整備等に関する法律17条。以下整備法という。）。

## 会計監査人設置会社の特例
- 会計監査人設置会社は、委員会設置会社を除き、監査役を置かなければならない（会社法327条3項）。
- このほか、会計監査人の規定（396条ないし399条）が適用される。

## 商業登記
本稿では、会計監査人設置会社の定めの新設及び廃止の手続き並びに2006年の会社法施行に伴う登記について説明する。
- 商業登記法はこの節で、登記法と記載する。

### 会計監査人設置会社の定め新設

#### 概要及び登記事項
会計監査人非設置会社は定款を変更して会計監査人設置会社となることができる（915条1項・911条3項19号参照）。また、監査役を置いていない場合、委員会設置会社を除いて監査役設置会社となる（327条3項）。
会計監査人設置会社の定めの新設は定款変更であるから、株主総会の特別決議によらなければならない（309条2項11号・466条）。
登記事項は、会計監査人設置会社の定めを設定した旨、会計監査人の氏名又は名称及び変更年月日である（2006年3月31日民商782号通達第2部第3-9(2)ア（ア））。登記記録の具体例については、2006年4月26日民商1110号依命通知第4節第5-1を参照。

#### 登記申請書記載事項（一部）
登記の事由（登記法17条2項3号）は「登記の事由　会計監査人設置会社の定めの設定」のように記載する。
登記すべき事項（登記法17条2項4号）は会計監査人設置会社となった旨及び変更年月日を記載する。会計監査人が就任した旨及び会計監査人の氏名又は名称並びに就任年月日も記載する。また、以下の事項を記載しなければならない場合がある。
- 監査役設置会社となった旨及び変更年月日、監査役が就任した旨及び監査役の氏名並びに就任年月日
- 委員会設置会社となった旨及びそれに付随する登記並びに変更年月日（詳しくは委員会設置会社を参照）

登記すべき事項を記録した磁気ディスクを提出する場合、「登記すべき事項 別添FDのとおり」のように記載し、OCR用紙に記載した場合（1993年12月27日民四7783号通達第7-1）、「登記すべき事項 別紙のとおり」のように記載する。
添付書面（1961年9月15日民甲2281号回答、一部）は株主総会議事録（登記法46条）及び就任を承諾したことを証する書面（登記法54条2項1号）並びに、会計監査人が法人であるときは登記事項証明書（登記法54条2項2号）、法人でないときは公認会計士であることを証する書面（商業登記法54条2項3号）である（2006年3月31日民商782号通達第2部第3-9(2)ア（イ））。通数も記載しなければならない（1961年9月15日民甲2281号回答）。監査役設置会社となった場合又は委員会設置会社となった場合の添付書面については監査役設置会社及び委員会設置会社を参照。
登録免許税（登記法17条2項6号）は会計監査人設置会社の定め新設の分が申請1件につき申請1件につき3万円であり（登録免許税法別表第1-24(1)ネ）、会計監査人の就任の登記の分が申請1件につき3万円（資本金の額が1億円以下の会社については1万円）である（同法別表第1-24(1)カ）。なお、委員会設置会社となった場合については委員会設置会社も参照。

### 会計監査人設置会社の定め廃止

#### 概要及び登記事項
会社法上会計監査人の設置義務がない会計監査人設置会社は定款を変更して会計監査人非設置会社となることができる（915条1項・911条3項19号参照）。この変更をした場合、会計監査人は任期満了により退任となる（338条3項）ので、解任や辞任の手続きをとる必要はない。なお、委員会を置いている場合、委員会設置会社である旨の定めの廃止及びそれに付随する登記をしなければならない（327条5項）。
会計監査人設置会社の定めの廃止は定款変更であるから、株主総会の特別決議によらなければならない（309条2項11号・466条）。
登記事項は、会計監査人設置会社の定めを廃止した旨、会計監査人が退任した旨及び変更年月日である（2006年3月31日民商782号通達第2部第3-9(2)ウ（ア））。登記記録の具体例については、2006年4月26日民商1110号依命通知第4節第5-4(5)を参照。

#### 登記申請書記載事項（一部）
登記の事由（登記法17条2項3号）は「登記の事由　会計監査人設置会社の定めの廃止」のように記載する。
登記すべき事項（登記法17条2項4号）は会計監査人設置会社の定めを廃止した旨及び変更年月日を記載する。会計監査人が退任した旨及び会計監査人の氏名又は名称並びに退任年月日も記載する。なお、委員会設置会社の定めを廃止した旨及びそれに付随する登記並びに変更年月日を記載しなければならない場合がある。詳しくは委員会設置会社を参照。
登記すべき事項を記録した磁気ディスクを提出する場合及びOCR用紙に記載した場合の記載例は新設の場合と同様である。
添付書面（1961年9月15日民甲2281号回答、一部）は株主総会議事録（登記法46条・54条4項）である（2006年3月31日民商782号通達第2部第3-9(2)ウ（イ））。通数も記載しなければならない（1961年9月15日民甲2281号回答）。委員会設置会社の定めを廃止した旨及びそれに付随する登記についての添付書面は委員会設置会社を参照。
登録免許税（登記法17条2項6号）は会計監査人設置会社の定め廃止の分が申請1件につき3万円であり（登録免許税法別表第1-24(1)ネ）、会計監査人の退任の登記の分が申請1件につき3万円（資本金の額が1億円以下の会社については1万円）である（同法別表第1-24(1)カ）。委員会設置会社の定めを廃止した場合については委員会設置会社も参照。

#### 登記の実行
変更の登記をする場合、登記官は変更に係る登記事項を抹消する記号を記録しなければならない（登記規則41条）。

### 2006年の会社法施行に伴う登記
整備法の施行日（2006年5月1日）に存在する株式会社（株式会社の監査等に関する商法の特例に関する法律における委員会等設置会社を除く。以下商法特例法という。）で商法特例法における大会社またはみなし大会社の定款には、監査役会及び会計監査人を置く旨の定めがあるものとみなされた（整備法52条・66条1項前段・47条）。
この場合、整備法の施行日後6か月以内（最初に登記すべき時が先であるときはその時まで）に、以下に掲げる事項を登記しなければならないとされた（整備法61条3項・66条1項前段・47条）。
- 監査役会設置会社である旨及び監査役のうち社外監査役であるものについて社外監査役である旨
- 会計監査人設置会社である旨及び会計監査人の氏名又は名称

また、整備法の施行日に存在する株式会社で商法特例法における委員会等設置会社の定款には、取締役会・委員会及び会計監査人を置く旨などの定めがあるものとみなされた（整備法57条・66条1項前段・47条）。
この場合、整備法の施行日後6か月以内（最初に登記すべき時が先であるときはその時まで）に、会計監査人設置会社である旨及び会計監査人の氏名又は名称を登記しなければならないとされた（整備法61条3項2号・66条1項前段・47条）。
会社法の施行による登記は大部分が職権でされたが、これらの登記は申請をしなければならない事項の1つであった。